# Friedel Hensch und die Cyprys
 (avril 2021).
Friedel Hensch & die Cyprys est un groupe de schlager allemand des années 1950. Sous le nom de Tante Fröhlich und die Hutzelmännchen, ils firent de la musique pour enfants.

## Histoire
En 1945, Friedel Hensch qui a connu le succès avant la guerre comme chanteuse et est engagée entre autres par Erik Charell, Werner Cyprys et Karl Geithner participent chacun de leur côté à un spectacle à Flensbourg. Lorsque le directeur n'a plus de licence de la part des autorités de la Trizone, ils forment leur propre groupe en octobre de la même année. Le mois suivant, Heinz Bartels les rejoint à Hambourg. En janvier 1946, ils apparaissent pour la première sur une scène de Reeperbahn sous le nom de Friedel « Hensch & die Cyprys ». Par la suite, ils font de nombreuses apparitions en Allemagne de l'Ouest. Début 1947, Heinz Bartels quitte le groupe pour être maître de chapelle à Brême. Fin 1947, Friedel Hensch et Werner Cyprys se marient à Bielefeld. En 1948, Kurt Grysok devient le quatrième membre.
Lors d'un concert à l'été 1949 à Hanovre, Kurt Richer, directeur de Polydor, remarque le quatuor. Mit der Zeit lernst auch du es, son premier disque, sort à l'automne ; la face A, Maria aus Bahia est une samba, adaptation en allemand de Maria de Bahia, chanson de Ray Ventura, d'abord interprétée par René Carol ou Danielle Mac. Le disque suivant Mein Kaugummi est une composition de Werner Cyprys. En 1950, le groupe est le chœur d'interprètes comme Heinz Woezel. Il commence aussi à apparaître au cinéma. Sous le nom de Tante Fröhlich und die Hutzelmännchen, il publie une vingtaine de chansons pour enfants.
Friedel Hensch & die Cyprys obtient son premier grand succès fin 1950 avec Holdrio – liebes Echo. Les chansons suivantes sont aussi inspirées des musiques folkloriques et légèrement satiriques. Le titre Heideröslein reste trois mois numéro un des ventes en 1954. Le groupe fait des tournées en Allemagne et en Europe, participent à de nombreuses émissions de radio et de télévision. Jusqu'en 1970, le groupe publie 90 singles et 15 albums.
Dans les années 1950, le groupe chante des chansons écrites ou composées par Ernst Bader, Bruno Balz, Walter Brandin, Fini Busch, Kurt Feltz, Heino Gaze, Gerhard Jussenhoven, Kurt Schwabach, Günther Schwenn ou Gerhard Winkler. De son côté, Werner Cyprys se fait un nom en tant que compositeur et producteur pour d'autres artistes.
En 1957, Kurt Grysok émigre au Canada et est remplacé par Hans-Joachim Kipka, qui reste jusqu'en 1961. Ensuite, le groupe n'est plus qu'un trio. Il participe au concours de sélection allemande pour l'Eurovision en 1961, qui est remporté par Lale Andersen. En 1962, Mein Ideal, qui est une réponse à l'adaptation allemande de Tu te laisses aller de Charles Aznavour, et Der Mond von Wanne-Eickel (adaptation en allemand d'Un clair de lune à Maubeuge de Pierre Perrin) sont ses derniers succès. En 1965, le contrat avec Polydor expire, les derniers disques sortent avec Telefunken.
Le groupe apparaît une dernière fois à la télévision en octobre 1970.

## Discographie (albums)
- 1955 : Das ist ja prima
- 1961 : Kinder, ist das Leben schön
- 1962 : Die Frieda hat immer das letzte Wort
- 1963 : Als Oma noch kniefrei ging (avec Peter Frankenfeld)
- 1964 : Als Opa noch schwofen ging (avec Peter Frankenfeld)
- 1964 : Als Opa mit Oma ins Kino ging
- 1965 : Schwof bei Hof
- 1965 : Im alten Försterhaus
- 1966 : Aus allen Fugen
- 1966 : Umgang mit Männern
- 1967 : Wiedersehen im Försterhaus am Waldesrand
- 1968 : Wir machen durch
- 1968 : Beim Heideröslein – Im alten Försterhaus 2
- 1970 : Das alte Försterhaus im Böhmerwald
- 1970 : Herz mit Schnauze

## Filmographie
- 1950: Mädchen mit Beziehungen
- 1952: Heimweh nach Dir
- 1953: Der keusche Josef
- 1953: Schlagerparade
- 1953: Das singende Hotel
- 1954: Geld aus der Luft
- 1955: Der Himmel ist nie ausverkauft
- 1956: Symphonie in Gold
- 1957: Wenn Frauen schwindeln - Europas neue Musikparade 1958
- 1959: Natürlich die Autofahrer (de)
- 1961: Ach Egon! (de)